# جوئل کیم بوستر
جوئل الکساندر کیم بوستر (انگلیسی: Joel Alexander Kim Booster؛ زادهٔ ۲۹ فوریه ۱۹۸۸) با نام تولد کیم جون مین (کره‌ای: 김준민)، بازیگر، کمدین، تهیه‌کننده و نویسندهٔ آمریکایی است. او به عنوان نویسنده و تهیه‌کننده در مجموعه‌های دهان‌گشاد و دوتای دیگر همکاری داشته و در مقام بازیگر در مجموعه‌هایی همچون شریل، سرچ پارتی و سانی‌ساید حضور یافته است. در سال ۲۰۲۲، بوستر فیلم جزیره آتش را برای پلتفرم هولو نوشت، تهیه کرد و در آن ایفای نقش کرد. این فیلم اقتباسی مدرن از غرور و تعصب است که با بازیگران آسیایی آمریکایی ساخته شد.

## سال‌های اولیه و زندگی شخصی
بوستر با نام کیم جون مین در جزیره ججو، کره جنوبی به دنیا آمد و در نوزادی توسط یک زوج آمریکایی به فرزندی پذیرفته شد. او در شهر پلین‌فیلد، ایلینوی در خانواده‌ای «مذهبی، سفیدپوست و پیرو مسیحیت انجیلی محافظه‌کار» بزرگ شد و در ابتدا در خانه آموزش می‌دید. او در سن ۱۶ سالگی برای نخستین بار به مدرسه دولتی رفت؛ تجربه‌ای که خودش از آن به عنوان «اولین برخوردش با افراد غیر مذهبی» یاد کرده است.
او در دانشگاه میلیکین در رشته تئاتر تحصیل کرد و مدرک کارشناسی خود را دریافت نمود. بوستر عضو سوسیالیست‌های دموکرات آمریکا نیز هست.
بوستر همجنس‌گرا است و اغلب در اجراهای استندآپ خود دربارهٔ گرایش جنسی‌اش صحبت می‌کند. او گفته است که از کودکی از گرایش جنسی‌اش آگاه بوده («پیش از آنکه بفهمم آسیایی هستم») اما آن را مخفی نگه داشته بود. در سال آخر دبیرستان، والدینش با خواندن دفترچه خاطراتش از گرایش جنسی او باخبر شدند؛ جایی که دربارهٔ روابط جنسی‌اش با پسران نوشته بود. پس از آن، از خانه بیرون رفت و مدتی را به صورت موقت در خانه دوستان و آشنایان زندگی کرد.
در ۲۱ ژوئیه ۲۰۲۰، بوستر به‌طور عمومی اعلام کرد که با اختلال دوقطبی زندگی می‌کند.
در ۱ سپتامبر ۲۰۲۴، او از نامزدی‌اش با جان-مایکل سودسینا در کره جنوبی خبر داد.